# Santiago Espinal
Santiago Román Espinal (Santiago, República Dominicana, 13 de noviembre de 1994), más conocido como Santiago Espinal, es un jugador profesional dominicano de béisbol que se desempeña en la posición de tercera base en Cincinnati Reds, equipo de las Grandes Ligas de Béisbol (MLB).

## Carrera
Espinal hizo su debut en la MLB con el equipo Toronto Blue Jays, en el cual jugó cuatro temporadas (2020-2023), después pasó a Cincinnati Reds, donde lleva jugando una temporada.